# Gabriele Morelli
Gabriele Morelli (Montichiari, 29 giugno 1988) è un rugbista a 15 italiano, pilone del Calvisano.

## Biografia
È cresciuto nelle giovanili del Calvisano, squadra che lo ha portato fino alla conquista del titolo di Campione d'Italia e del Trofeo Eccellenza durante l'annata 2011-12.
Convocato nella nazionale italiana Under 19 e Under 20, con quest'ultima ha disputato il torneo Sei Nazioni di categoria nel 2008.
A giugno 2012 è stato chiamato per disputare la IRB Nations Cup con la Nazionale Emergenti.

## Palmarès
- Campionati italiani: 5
Calvisano: 2007-08, 2011-12, 2014-15, 2016-17, 2018-19
- Trofei Eccellenza : 2
Calvisano: 2011-12, 2014-15